# A luta continua
A luta continua (portugiesisch; deutsch Der Kampf geht weiter) war ein politisches Schlagwort der FRELIMO während des mosambikanischen Unabhängigkeitskrieges. Auch der osttimoresische Widerstand gegen die indonesische Besatzung (1975–1999) übernahm diesen Satz, der nun in dem kleinen Inselstaat ein geflügeltes Wort ist. Der australische Komponist Martin Wesley-Smith griff den Satz auf und schuf das Musikstück „A Luta Continua“, mit dem er den Kampf der Osttimoresen gegen die Indonesier thematisierte.
Die Redewendung ist, wie im deutschen Sprachraum, auch im Englischen (the struggle continues / the fight goes on) gebräuchlich.